# Tibor Déry
Tibor Déry (Budapeste, 18 de outubro de 1894 — Budapeste, 18 de agosto de 1977) foi um escritor, romancista e roteirista de cinema e tevê húngaro.

## Biografia

### Primeiros anos
Filho de uma família abastada, Déry completou seus estudos entre 1911 e 1912 indo morar na Suíça. De volta à Hungria, trabalhou durante cinco anos na madeireira de seu tio. Em 1917, lançou a novela Lia, publicada no jornal literário Nyugat (Oeste). 

### O partido comunista e o exílio
Aderiu, em sua juventude, aos movimentos comunistas que pipocaram na Europa após a Revolução Russa. Tornou-se membro ativo do Partido Comunista Húngaro em 1918. Em 1919, participou da tentativa de Béla Kun de estabelecer a República Soviética da Hungria. Devido à sua colaboração com o governo de Kun, que durou 133 dias, no diretório dos escritores acabou sendo exilado depois que o almirante Miklós Horthy, com apoio da Tríplice Entende assumiu o poder. Déry partiu para Viena, e lá passou a colaborar no Bécsi Magyar Újság (Jornal Húngaro de Viena), posteriormente partiu para a França, indo morar em Paris onde atuou como comerciante e professor de línguas. Retornou à Hungria clandestinamente pela Itália, em 1926, publicando alguns artigos no jornal Dokumentum.

### O retorno à Hungria
Antes de retornar definitivamente à Hungria em 1935, Déry viveu em diversos países Europeus como Áustria, França e Alemanha. Ao voltar, ele se uniu a György Vertes, escrevendo e traduzindo artigos para o jornal comunista Gondolat (Pensamento). Durante o governo de Horthy, Déry foi preso inúmeras vezes; uma delas, em 1938, foi sentenciado a dois meses de reclusão por ter traduzido Retour de L'U.R.S.S (Viagem à URSS) de André Gide. Foi durante esse período que Déry escreveu sua grande novela A Befejezetlen Mondat (A sentença inacabada), um épico de 1 200 páginas que narrava a vida de um jovem aristocrata que toma contato com a classe operária de Budapeste durante uma greve. 

### O Stalinismo e a prisão
Com o fim da Segunda Guerra Mundial, a Hungria tornou-se um Estado comunista sob influência de Moscou. Em 1947, ele se tornou editor do jornal Csillag (Estrela), e no ano seguinte foi laureado com Prêmio Kossuth (o prêmio de artes mais importante da Hungria).
No início dos anos 1950, ele recebeu uma crítica oficial do Estado, por uma representação imprópria da classe operária, na qual, segundo as autoridades húngaras, havia traço da moral burguesa. Em 1953, Déry foi expulso do partido comunista, quando estes promoveram uma "limpeza" entre seus membros. Em 1954, apoiou publicamente as reformas do novo primeiro ministro Nagy Imre com uma carta aberta. Ele foi um dos intelectuais que em 1955 assinaram um memorando contra os efeitos do stalinismo nas políticas culturais. Déry foi severamente advertido pelo partido por essa atitude. 
Em 1956, ele foi porta-voz de uma rebelião, ao lado de Georg Lukács e Gyula Háy. No mesmo ano escreveu uma de suas obras-primas Niki. Egy kutya története (Niki, a história de um cão), uma fábula em que ele critica a opressão e repressão arbitrária na vida dos cidadãos promovida pelo stalinismo húngaro. Por causa de participação na rebelião, foi sentenciado a 9 anos de prisão; sendo libertado em 1960, entretanto, proibido de publicar seus trabalhos até 1962. As autoridades culturais estavam dispostas liberá-lo da restrição se Déry se dispusesse a escrever uma retratação. Ele fez disso uma curta história intitulada “Extratos de conta”, que ele incluiu no primeiro volume dos seus trabalhos posteriores. Déry escreveu entre os anos 1960 e 1970 diversas novelas e romances, além de roteiros de filmes e séries para a tevê húngara, chegou a trabalhar como ator, inclusive. Ele morreu em 1977.

### Romances e novelas
- Lia – 1917.
- Az óriáscsecsemő – 1926.
- A befejezetlen mondat – 1937.
- Szemtől-szembe – 1945.
- Alvilági játékok – 1946.
- Tükör – 1947.
- Jókedv és buzgalom – 1948.
- Itthon – 1948.
- A tanúk – 1948.
- Felelet – 1950-1952.
- Simon Menyhért születése – 1953.
- Talpsimogató – 1954.
- Ló meg az öregasszony – 1955.
- Niki. Egy kutya története – 1956.(Publicado no Brasil como Niki, a história de um cão pela editora Veredas)
- G. A. úr X-ben – 1964.
- A kiközösítő – 1966.
- Ítélet nincs – 1969.
- Képzelt riport egy amerikai pop-fesztiválról – 1971.
- A napok hordaléka – 1972.
- Kedves bóper... – 1973.
- Újabb napok hordaléka – 1975.
- Kyvagiokén? – 1976.